# Intensive Care
Intensive Care ist das sechste Album des Pop-Künstlers Robbie Williams und wurde am 21. Oktober 2005 veröffentlicht. Das Album entstand in Zusammenarbeit mit Stephen Duffy. Aus diesem Werk gingen ebenfalls die Single-Auskopplungen Tripping, Make Me Pure, Advertising Space und Sin Sin Sin hervor.

## Musikalische Merkmale / Kritik
Bereits die vorab veröffentlichte Single Tripping löste in den Medien Debatten über die Qualität des Albums aus, das als erstes entstanden war, nachdem Williams die langjährige Kooperation mit den Songwriter Guy Chambers beendet hatte, der nicht selten für den eigentlichen kreativen Kopf gehalten wurde. Da Williams bisheriger Stil anders gewesen war, lösten ungewöhnliche Rhythmen und aktuelle Dancebeats, sowie eine eher vom Mainstream losgelöste Musik starke Diskussionen unter Kritikern und Fans aus. Die Meinungen waren geteilt, doch Tripping wurde Williams erster Nummer-eins-Hit in Deutschland. Das unverkennbare Erkennungsmerkmal des Songs ist der Falsettgesang im Refrain, der Stil erinnert an die Tanzmusik der 80er Jahre. Williams gab diesbezüglich an, dass er durch den Song Louise der britischen Band The Human League aus dem Jahre 1984 inspiriert worden sei.
Dennoch markierte Intensive Care für mehrere Kritiker eine musikalische Neugeburt; und nicht alle waren der Ansicht, dass dieser Neuanfang geglückt sei. Das in Zusammenarbeit mit Stephen Duffy entstandene Material, welches über einen Zeitraum von zwei Jahren produziert worden war, gilt dennoch als radiotauglich und zugleich melancholisch und voller Nostalgie. Williams selbst sagte jedoch später, dass das Album in der glücklichsten Phase seines Lebens entstanden und sein bislang bestes sei. Hinter den Songtexten verberge sich viel Okkultismus und Schwarze Magie, Dinge, für die sich Williams privat begeisterte. Alle Songs wurden in Williams’ privaten Schlafzimmer-Studio aufgenommen.
Trotz aller Kritik konnte sich das Album in den Charts sehr gut platzieren. Die Verkaufszahlen konnten durchaus an die alten Erfolge anknüpfen, und Williams bewies vorerst, dass er auch ohne Guy Chambers erfolgreich sein konnte.

## Titel
| Track | Titel                   | Länge (in Minuten) |
| ----- | ----------------------- | ------------------ |
| 01    | Ghosts                  | 3:41               |
| 02    | Tripping                | 4:36               |
| 03    | Make Me Pure            | 4:33               |
| 04    | Spread Your Wings       | 3:51               |
| 05    | Advertising Space       | 4:37               |
| 06    | Please Don’t Die        | 4:47               |
| 07    | Your Gay Friend         | 3:21               |
| 08    | Sin Sin Sin             | 4:09               |
| 09    | Random Acts of Kindness | 4:12               |
| 10    | The Trouble With Me     | 4:20               |
| 11    | A Place to Crash        | 4:34               |
| 12    | King of Bloke and Bird  | 6:10               |

## Singles
| Jahr | Titel             | Höchstplatzierung, Gesamtwochen, AuszeichnungChartplatzierungen (Jahr, Titel, , Platzierungen, Wochen, Auszeichnungen, Anmerkungen) | Höchstplatzierung, Gesamtwochen, AuszeichnungChartplatzierungen (Jahr, Titel, , Platzierungen, Wochen, Auszeichnungen, Anmerkungen) | Höchstplatzierung, Gesamtwochen, AuszeichnungChartplatzierungen (Jahr, Titel, , Platzierungen, Wochen, Auszeichnungen, Anmerkungen) | Höchstplatzierung, Gesamtwochen, AuszeichnungChartplatzierungen (Jahr, Titel, , Platzierungen, Wochen, Auszeichnungen, Anmerkungen) | Anmerkungen                             |
| Jahr | Titel             | DE | AT | CH | UK | Anmerkungen                             |
| ---- | ----------------- | --- | --- | --- | --- | --------------------------------------- |
| 2005 | Tripping          | DE1 (17 Wo.)DE | AT2 (15 Wo.)AT | CH2 Gold · (30 Wo.)CH | UK2 Silber · (17 Wo.)UK | Erstveröffentlichung: 3. Oktober 2005   |
| 2005 | Make Me Pure      | — | — | — | — | Erstveröffentlichung: 14. November 2005 |
| 2005 | Advertising Space | DE10 (16 Wo.)DE | AT8 (19 Wo.)AT | CH9 (34 Wo.)CH | UK8 (11 Wo.)UK | Erstveröffentlichung: 12. Dezember 2005 |
| 2006 | Sin Sin Sin       | DE18 (16 Wo.)DE | AT15 (20 Wo.)AT | CH16 (22 Wo.)CH | UK22 (7 Wo.)UK | Erstveröffentlichung: 22. Mai 2006      |

| Videoalbum 1. Make Me Pure (Acoustic Version) 3:53 2. Tripping (Video) 4:36 3. Bag Full of Silly 4:15 CD 1. Make Me Pure 4:33 2. Tripping (Album Version) 4:36 Maxi-CD 1. Make Me Pure 4:33 2. Tripping (Album Version) 4:36 3. Meet The Stars 4:27 | Videoalbum 1. Advertising Space (Video) 4:37 2. Don’t Say No 4:06 3. Overture For Berlin 4:34 CD 1. Advertising Space 4:37 2. Twist 3:07 3. Don’t Say No 4:06 Maxi-CD 1. Advertising Space 4:37 2. Twist 3:07 3. Don’t Say No 4:06 4. U-Myx Advertising Space | Videoalbum 1. Sin Sin Sin (Video) 4:05 2. Sin Sin Sin (Chris Coco's On Tour Mix) 5:58 3. Making Of Sin (Video) 4. Our Love 4:14 CD 1. Sin Sin Sin 4:09 2. Our Love 4:14 Maxi-CD 1. Sin Sin Sin 4:09 2. Sin Sin Sin (Chris Coco's On Tour Mix) 5:58 3. Sin Sin Sin U-Myx Format 4. Our Love 4:14 |

## Kommerzieller Erfolg

### Chartplatzierungen
| ChartsChartplatzierungen     | Höchstplatzierung | Wochen |
| ---------------------------- | ----------------- | ------ |
| Deutschland (GfK)            | 1 (48 Wo.)        | 48     |
| Österreich (Ö3)              | 1 (46 Wo.)        | 46     |
| Schweiz (IFPI)               | 1 (48 Wo.)        | 48     |
| Vereinigtes Königreich (OCC) | 1 (29 Wo.)        | 29     |

| ChartsJahrescharts (2005)    | Platzierung |
| ---------------------------- | ----------- |
| Deutschland (GfK)            | 7           |
| Österreich (Ö3)              | 3           |
| Schweiz (IFPI)               | 1           |
| Vereinigtes Königreich (OCC) | 3           |

| ChartsJahrescharts (2006) | Platzierung |
| ------------------------- | ----------- |
| Deutschland (GfK)         | 8           |
| Österreich (Ö3)           | 3           |
| Schweiz (IFPI)            | 2           |

### Auszeichnungen für Musikverkäufe
Intensive Care wurde weltweit über 6,5 Millionen Mal verkauft.
| Land/Region                  | Auszeichnungen für Musikverkäufe (Land/Region, Auszeichnung, Verkäufe) | Verkäufe    |
| ---------------------------- | ---------------------------------------------------------------------- | ----------- |
| Argentinien (CAPIF)          | 3× Platin                                                              | 120.000     |
| Australien (ARIA)            | 3× Platin                                                              | 210.000     |
| Belgien (BRMA)               | 2× Platin                                                              | (100.000)   |
| Dänemark (IFPI)              | 2× Platin                                                              | (80.000)    |
| Deutschland (BVMI)           | 11× Gold                                                               | (1.100.000) |
| Europa (IFPI)                | 5× Platin                                                              | 5.000.000   |
| Finnland (IFPI)              | Platin                                                                 | (62.639)    |
| Frankreich (SNEP)            | 2× Platin                                                              | (400.000)   |
| Griechenland (IFPI)          | Gold                                                                   | (10.000)    |
| Irland (IRMA)                | 5× Platin                                                              | (75.000)    |
| Italien (FIMI)               | Platin                                                                 | (282.000)   |
| Mexiko (AMPROFON)            | 3× Gold · + 2× Diamant (Limited Edition)                               | 1.150.000   |
| Neuseeland (RMNZ)            | 3× Platin                                                              | 45.000      |
| Niederlande (NVPI)           | 2× Platin                                                              | (160.000)   |
| Österreich (IFPI)            | 3× Platin                                                              | (90.000)    |
| Portugal (AFP)               | Platin                                                                 | (20.000)    |
| Russland (NFPF)              | Gold                                                                   | (10.000)    |
| Schweden (IFPI)              | Platin                                                                 | (40.000)    |
| Schweiz (IFPI)               | 3× Platin                                                              | (90.000)    |
| Spanien (Promusicae)         | Platin                                                                 | (100.000)   |
| Ungarn (MAHASZ)              | Platin                                                                 | (6.000)     |
| Vereinigte Staaten (RIAA)    | —                                                                      | 7.000       |
| Vereinigtes Königreich (BPI) | 5× Platin                                                              | (1.500.000) |
| Insgesamt                    | 4× Gold · 50× Platin · 2× Diamant ·                                    | 6.532.000   |

Hauptartikel: Robbie Williams/Auszeichnungen für Musikverkäufe